# Сант'Алесио ин Аспромонте
Сант'Алѐсио ин Аспромо̀нте (на италиански: Sant'Alessio in Aspromonte) е село и община в Южна Италия, провинция Реджо Калабрия, регион Калабрия. Разположено е на 550 m надморска височина. Населението на общината е 317 души (към 2012 г.).